# Manga Action
Manga Action (漫画アクション, Manga Akushon), anciennement Weekly Manga Action (WEEKLY漫画アクション ou 週刊漫画アクション, Shūkan Manga Akushon), est un magazine de prépublication de mangas bimensuel de type seinen publié par Futabasha depuis le 7 juillet 1967. Son tirage moyen en 2011 est d'environ 200 000 exemplaires.

## Historique
Le magazine est lancé le 7 juillet 1967 et s'appelle Weekly Manga Action (WEEKLY漫画アクション ou 週刊漫画アクション, Shūkan Manga Akushon). Le magazine est ensuite stoppé le 30 septembre 2003 mais revient le 20 avril 2004 de manière bimensuelle sous le nom Manga Action (漫画アクション, Manga Akushon).

## Publications notables
- Bar Lemon Heart (depuis 1985, Mitsutoshi Furuya)
- Coq de combat (entre 1998 et 2007)
- Crayon Shin-chan (depuis 1990, Yoshito Usui)
- Crime et Châtiment (depuis 2007, Naoyuki Ochiai)
- Lone Wolf and Cub (entre 1970 et 1976)
- Porno Graffiti (depuis 2008, Chinatsu Tomisawa)
- 009-1 (ゼロゼロナイン・ワン, Zero Zero Nine-One?) de Shotaro Ishinomori
- High School Girls (女子高生, Joshi Kōsei?) de Towa Oshima
- Lupin III (ルパン三世, Rupan Sansei?)
- Le Pays des cerisiers (夕凪の街 桜の国, Yūnagi no machi, sakura no kuni?)
- Judge (ジャッジ, Jajji??) de Fujihiko Hosono
- BARレモンハート de Mitsutoshi Furuya
- Junk Boy (ジャンクボーイ?) de Yasujuki Kunitomo
- Ladyboy vs Yakuzas, L'île du désespoir (絶望の犯島―100人のブリーフ男vs1人の改造ギャル, Zetsubō no Hantō - Hyakunin no brief otoko to hitori no kaizō girl?) de Toshifumi Sakurai